# Новиков, Сергей Михайлович (полковник)
Сергей Михайлович Новиков (30 сентября 1915 года — 21 июня 2008 года) — советский военачальник, полковник, участник Великой Отечественной войны.

## Биография
Родился 30 сентября 1915 года в селе Жадинское Суздальского уезда Бородинской волости Владимирской губернии. Окончив восемь классов школы, пошел работать. До службы в РККА 3 года работал на предприятиях города Иваново. Призван в Красную Армию в сентябре 1936 года. Два года прослужил командиром отделения в 3-м артиллерийском полку 3-го стрелкового корпуса в город Шуя Ивановской области. В 1938 году досрочно окончил курсы младших лейтенантов при Рязанском артиллерийском училище и вернулся в свой полк командиром огневого взвода, а вскоре стал начальником связи дивизиона. Продолжил службу в 266-м корпусном артиллерийском полку, который в апреле 1940 года был передислоцирован из города Шуя в Одесский военный округ и включен в состав 35-го стрелкового корпуса. После присоединения Бессарабии полк был расквартирован в городе Оргеев Молдавской ССР, где и встретил Великую Отечественную войну.
23 июня 1941 года был переведён помощником начальника штаба дивизиона во вновь формируемый 648-й корпусной артиллерийский полк 2 типа. В декабре 1941 года 648-й корпусной артиллерийский полк был передан в состав АРГК и переименован в 648-й тяжёлый артиллерийский полк, а в апреле 1942 года преобразован в 648-й армейский артиллерийский полк (2-го типа) РГК. В составе этого полка командир батареи Новиков участвовал в Ростовской оборонительной и наступательной операциях, Сталинградской битве, Мелитопольской и Никопольско-Криворожской операциях. 1 марта 1943 года 648-й армейский артиллерийский полк, за проявленные в ходе Сталинградской битвы заслуги, был преобразован в 110-й гвардейский армейский пушечный артиллерийский полк РГК, после чего гвардии капитан Новиков был назначен командиром дивизиона.
В 1944 году окончил ускоренные курсы офицерской артиллерийской школы. Великую Отечественную войну закончил майором, командиром дивизиона в 196-й тяжёлой гаубичной артиллерийской бригады в составе войск Ленинградского фронта. Был дважды ранен.
После войны продолжал службу в Советской Армии на острове Сахалин Дальневосточного военного округа. Служил заместителем командира 1637-го пушечного артиллерийского полка, начальником штаба 443-го артиллерийского полка в Прикарпатском военном округе. Закончил службу начальником штаба артиллерии 18-й механизированной дивизии Группы советских войск в Германии. Уволен в запас 10 июня 1957 года по болезни. До 1979 года работал начальником штаба Гражданской обороны города Тернополя. Проживал в Ярославле, принимал активное участие в работе районного и областного Советов ветеранов войны и труда.
Умер 21 июня 2008 года

## Награды
- Орден Красного Знамени приказ ВС ЮФ № 221/н от 14.04.1942[3]
- Орден Красного Знамени (30.12.1956) (за выслугу 20 лет)
- Орден Александра Невского № 3564 приказ Командующего Артиллерией 28-й армии № 20/н от 19.09.1943[4]
- Отечественной войны I степени Указ Президиума ВС СССР от 06.04.1985[5]
- Орден Красной Звезды приказ 33-й гв. сд № 7/н от 09.02.1943[6]
- Орден Красной Звезды (15.11.1951)
- Медаль За боевые заслуги (5.11.1946)
- Медаль «За оборону Сталинграда»
- Медаль «За победу над Германией в Великой Отечественной войне 1941—1945 гг.»
- Юбилейная медаль «Двадцать лет Победы в Великой Отечественной войне 1941—1945 гг.»
- Юбилейная медаль «Тридцать лет Победы в Великой Отечественной войне 1941—1945 гг.»
- Юбилейная медаль «Сорок лет Победы в Великой Отечественной войне 1941—1945 гг.»
- Юбилейная медаль «30 лет Советской Армии и Флота»
- Юбилейная медаль «40 лет Вооружённых Сил СССР»
- Юбилейная медаль «50 лет Вооружённых Сил СССР»
- Юбилейная медаль «60 лет Вооружённых Сил СССР»